# USS Dace (SS-247)
USS Dace (SS-247) là một tàu ngầm lớp Gato từng phục vụ cùng Hải quân Hoa Kỳ trong Chiến tranh Thế giới thứ hai. Nó là chiếc tàu chiến đầu tiên của Hải quân Hoa Kỳ được đặt cái tên này, theo tên một loài cá chép. Nó đã phục vụ trong suốt Thế chiến II, thực hiện tổng cộng bảy chuyến tuần tra, đánh chìm sáu tàu Nhật Bản, bao gồm tàu tuần dương hạng nặng Maya, với tổng tải trọng 28.689 tấn. Được cho ngừng hoạt động sau khi xung đột chấm dứt vào năm 1946, nó được huy động trở lại để tiếp tục phục vụ trong giai đoạn Chiến tranh Lạnh từ năm 1951 đến năm 1955. Con tàu được nâng cấp và chuyển cho Hải quân Ý vào năm 1955, rồi tiếp tục phục vụ như là chiếc Leonardo da Vinci (S 510) cho đến khi ngừng hoạt động và tháo dỡ vào năm 1975. Dace được tặng thưởng danh hiệu Đơn vị Tuyên dương Hải quân cùng bảy Ngôi sao Chiến trận do thành tích phục vụ trong Thế Chiến II.

## Thiết kế và chế tạo
Lớp tàu ngầm Gato được thiết kế cho mục đích một tàu ngầm hạm đội nhằm có tốc độ trên mặt nước cao, tầm hoạt động xa và vũ khí mạnh để tháp tùng hạm đội chiến trận. Con tàu dài 311 ft 9 in (95,02 m) và có trọng lượng choán nước 1.525 tấn Anh (1.549 t) khi nổi và 2.424 tấn Anh (2.463 t) khi lặn. Chúng trang bị động cơ diesel dẫn động máy phát điện để cung cấp điện năng cho bốn động cơ điện, đạt được công suất 5.400 shp (4.000 kW) khi nổi và 2.740 shp (2.040 kW) khi lặn, cho phép đạt tốc độ tối đa 21 hải lý trên giờ (39 km/h) và 9 hải lý trên giờ (17 km/h) tương ứng. Tầm xa hoạt động là 11.000 hải lý (20.000 km) khi đi trên mặt nước ở tốc độ 10 hải lý trên giờ (19 km/h) và có thể hoạt động kéo dài đến 75 ngày và lặn được sâu tối đa 300 ft (90 m).
Lớp tàu ngầm Gato được trang bị mười ống phóng ngư lôi 21 in (530 mm), gồm sáu ống trước mũi và bốn ống phía phía đuôi tàu, chúng mang theo tối đa 24 quả ngư lôi. Vũ khí trên boong tàu gồm một hải pháo 3 inch/50 caliber, và thường được tăng cường một khẩu pháo phòng không Bofors 40 mm nòng đơn và một khẩu đội Oerlikon 20 mm nòng đôi, kèm theo súng máy .50 caliber và .30 caliber. Tiện nghi cho thủy thủ đoàn bao gồm điều hòa không khí, thực phẩm trữ lạnh, máy lọc nước, máy giặt và giường ngủ cho hầu hết mọi người, giúp họ chịu đựng cái nóng nhiệt đới tại Thái Bình Dương cùng những chuyến tuần tra kéo dài đến hai tháng rưỡi.
Dace được đặt lườn tại xưởng tàu của hãng Electric Boat Company ở Groton, Connecticut vào ngày 22 tháng 7, 1942. Nó được hạ thủy vào ngày 25 tháng 4, 1943, được đỡ đầu bởi bà O. P. Robertson, và được cho nhập biên chế cùng Hải quân Hoa Kỳ vào ngày 23 tháng 7, 1943 dưới quyền chỉ huy của Hạm trưởng, Thiếu tá Hải quân Joseph F. Enright.

## Lịch sử hoạt động

### USS Dace

#### 1943
Sau khi hoàn tất việc chạy thử máy huấn luyện tại các vùng biển ngoài khơi New London, Connecticut và Newport, Rhode Island, Dace chuẩn bị để được điều động sang khu vực Mặt trận Thái Bình Dương. Nó khởi hành từ Căn cứ Tàu ngầm Hải quân New London vào ngày 7 tháng 9, 1943, băng qua kênh đào Panama và đi đến Trân Châu Cảng vào ngày 3 tháng 10.

##### Chuyến tuần tra thứ nhất
Trong chuyến tuần tra đầu tiên từ ngày 20 tháng 10 đến ngày 11 tháng 12 ngoài khơi phía Nam đảo Honshū và các lối tiếp cận Nagoya, Dace phát hiện mục tiêu vào ngày 7 tháng 11, và đã phóng ngư lôi gây hư hại cho một tàu chở hàng. Cuộc truy đuổi của máy bay tuần tra đối phương khiến nó không thể tiếp tục tấn công. Nó quay trở về căn cứ tại Midway để tái trang bị cho đến ngày 7 tháng 1, 1944.

#### 1944

##### Chuyến tuần tra thứ hai
Trong chuyến tuần tra thứ hai, Dace hoạt động dọc các tuyến đường hải hải về phía Nam căn cứ Truk. Vào đêm 26 tháng 1, nó phát hiện một tàu chở dầu lớn được hai tàu hộ tống bảo vệ, và đã phóng một loạt ngư lôi nhắm vào mục tiêu, nghe được năm tiếng nổ. Nó phải lặn xuống để né tránh đợt phản công của các tàu hộ tống nên không thể xác nhận được kết quả, nhưng phía Nhật Bản không ghi nhận tổn thất nào vào lúc đó. Sau khi được tiếp nhiên liệu tại Tulagi vào các ngày 2 và 3 tháng 2, nó tiếp tục tuần tra phối hợp với chiến dịch không kích của các tàu sân bay xuống Truk trong các ngày 16 và 17 tháng 2. Nó quay trở về vịnh Milne, New Guinea vào ngày 25 tháng 2 để tái trang bị.

##### Chuyến tuần tra thứ ba
Lên đường vào ngày 18 tháng 3 cho chuyến tuần tra thứ ba, Dace đón lên tàu một đội biệt kích tại vịnh Langemak hai ngày sau đó và trinh sát dọc bờ biển chung quanh Hollandia (nay là Jayapura), New Guinea trong một tuần lễ tiếp theo. Nó cho đổ bộ đội biệt kích lên bờ và đón họ trở lại tàu vào ban đêm. Sau đó con tàu được tiếp nhiên liệu tại đảo Manus trong các ngày 27 và 28 tháng 3 trước khi tiếp tục tuần tra; rồi từ ngày 10 đến ngày 16 tháng 4 đã phải hộ tống cho tàu ngầm chị em Scamp (SS-277), vốn bị hư hại do trúng bom từ máy bay đối phương, rút lui về Manus. Dace kết thúc chuyến tuần tra khi quay trở về căn cứ tại Brisbane, Australia vào ngày 13 tháng 5.

##### Chuyến tuần tra thứ tư
Trong chuyến tuần tra thứ tư từ ngày 13 tháng 6 đến ngày 12 tháng 8 tại vùng bờ biển Mindanao trong vịnh Davao, Dace được tiếp nhiên liệu tại Manus trong các ngày 20 và 21 tháng 6. Sau khi đánh trúng ít nhất ba quả ngư lôi vào một tàu vận tải lớn vào ngày 9 tháng 7, hai tàu hộ tống đã truy đuổi nó với 43 quả mìn sâu. Sau hoạt động trinh sát vịnh Sarangani vào ngày 16 tháng 7, chiếc tàu ngầm theo dõi một mục tiêu trong suốt ngày 26 tháng 7, nhiều lần phải lẫn tránh máy bay tuần tra đối phương. Mãi đến nữa đêm ngày hôm sau, nó mới phóng mười quả ngư lôi vào một đoàn ba tàu buôn, đánh chìm được tàu chở dầu Kyoei Maru số 2 (1.157 tấn), rồi lặn xuống để né tránh phản công của tàu hộ tống đối phương. Đến ngày 31 tháng 7, nó lại đánh chìm một tàu buôn nhỏ, và sang ngày hôm sau lại chịu đựng phản công khi tìm cách tấn công một tàu chở hàng được hộ tống. Sau khi tiêu phí hết số ngư lôi mang theo, nó quay về Manus vào ngày 6 tháng 8, và về đến Brisbane vào ngày 12 tháng 8.

##### Chuyến tuần tra thứ năm
Rời Brisbane vào ngày 1 tháng 9 cho chuyến tuần tra thành công nhất trong suốt quãng đời hoạt động, Dace được tiếp thêm nhiên liệu tại Darwin, Lãnh thổ Bắc Úc vào ngày 10 tháng 9 trước khi tiến hành rải mìn tại các eo biển Palawan và Balabac. Nó phải đi đến Mios Woendi từ ngày 27 tháng 9 đến ngày 3 tháng 10 để sửa chữa con quay la bàn, rồi quay trở lại khu vực tuần tra. Vảo ngày 14 tháng 10, nó đã tấn công một đoàn bảy tàu buôn, đánh chìm hai chiếc Nittetsu Maru (5.993 tấn) và Eikyo Maru (6.948 tấn) đồng thời gây hư hại cho một chiếc thứ ba.
Sau đó Dace cùng tàu ngầm chị em Darter (SS-227) tuần tra khu vực eo biển Palawan để phối hợp với cuộc đổ bộ lên Leyte, một hoạt động vốn sẽ đem lại cho cả hai chiếc tàu ngầm danh hiệu Đơn vị Tuyên dương Hải quân. Vào ngày 23 tháng 10, họ phát hiện Lực lượng Trung tâm Nhật Bản dưới quyền Phó đô đốc Kurita Takeo tiếp cận eo biển Palawan để tấn công lực lượng đổ bộ Đồng Minh. Tin tức này vô cùng hữu ích, vì phía Đồng Minh đang mất dấu các tàu chiến chủ lực Nhật Bản trong những ngày gần đây. Sau đó Dace và Darter tiếp cận đối phương; Darter tấn công trước, đánh chìm được tàu tuần dương hạng nặng Atago và gây hư hại cho chiếc Takao. Dace tấn công tiếp nối và đánh chìm thêm tàu tuần dương hạng nặng Maya (12.200 tấn), rồi phải lặn khẩn cấp để né tránh sự phản công của các tàu khu trục đối phương.
Hai chiếc tàu ngầm tiếp tục dõi theo lực lượng đối phương trong eo biển Palawan với hy vọng có thể kết liễu luôn chiếc Takao, tuy nhiên Darter lại bị mắc cạn tại bãi đá ngầm Bombay, và không thể rút ra được. Trong một khu vực dày đặc tàu chiến đối phương khiến không thể đưa chiếc tàu ngầm bị hư hại trở về căn cứ, Dace đón lên tàu thủy thủ đoàn của Darter rồi phóng ngư lôi để phá hủy chiếc tàu chị em, và phải lặn xuống để né tránh máy bay tuần tra đối phương ném bom vào nó. Dace về đến căn cứ Fremantle, Australia vào ngày 6 tháng 11.

##### Chuyến tuần tra thứ sáu
Rời Fremantle vào ngày 2 tháng 12 cho chuyến tuần tra thứ sáu, Dace hoạt động dọc theo tuyến đường hàng hải giữa Singapore và Hong Kong, rồi đi đến rải thủy lôi tại eo biển giữa cù lao Xanh và đất liền tại Bình Định, Đông Dương thuộc Pháp. Ngay khi vừa hoàn tất nhiệm vụ này vào ngày 16 tháng 12, đến xế chiều hôm đó chiếc tàu ngầm nghe được những vụ nổ lớn tại khu vực vừa rải mìn. Đang khi chuẩn bị tấn công một đoàn tám tàu buôn ba ngày sau đó, nó bị tấn công bởi bom và mìn sâu, và bị hư hại nhẹ sau khi phải lặn sâu trong nhiều giờ để né tránh. Đến ngày 28 tháng 12, nó đánh chìm chiếc tàu tiếp liệu Nosaki (khoảng 1.000 tấn) và gây hư hại cho một tàu chở hàng khác trong cùng đoàn tàu. Chiếc tàu ngầm đi đến Saipan để tiếp nhiên liệu vào ngày 17 tháng 1, 1945 và về đến Trân Châu Cảng vào ngày 28 tháng 1. Nó tiếp tục đi về vùng bờ Tây để được đại tu trước khi quay trở lại Trân Châu Cảng.

#### 1945

##### Chuyến tuần tra thứ bảy
Rời Trân Châu Cảng vào ngày 25 tháng 5, 1945 cho chuyến tuần tra thứ bảy, Dace được tiếp nhiên liệu tại Midway vào ngày 29 tháng 5 trước khi đi đến khu vực tuần tra tại quần đảo Kuril vào ngày 7 tháng 6. Nó đánh chìm hai tàu nhỏ trên mặt biển vào ngày 8 tháng 6, rồi tiếp tục tiêu diệt một tàu chở hàng và một tàu tuần tra vào ngày hôm sau, rồi đánh chìm hai thuyền buồm trước khi đi vào biển Okhotsk. Vào ngày 10 tháng 6, nó tiếp cận một tàu buôn và một tàu chở dầu được ba tàu hộ tống bảo vệ, phóng ngư lôi ở khoảng cách chỉ có 380 yd (350 m) và đánh chìm chiếc tàu buôn Hakuyo Maru (1.391 tấn). Chiếc tàu ngầm tiếp tục phóng ngư lôi tấn công chiếc tàu buôn và chống trả các tàu hộ tống bằng ngư lôi. Nó rút lui về Midway khi kết thúc chuyến tuần tra vào ngày 25 tháng 7, và đã đi đến Saipan vào ngày 13 tháng 8 chuẩn bị cho chuyến tuần tra tiếp theo khi Nhật Bản chấp nhận đầu hàng vào ngày 15 tháng 8, giúp chấm dứt vĩnh viễn cuộc xung đột.
Được lệnh quay trở về Trân Châu Cảng sau chiến tranh, Dace đi đến Căn cứ Tàu ngầm Hải quân New London tại vùng bờ Đông vào ngày 5 tháng 10. Nó được đưa về Hạm đội Dự bị Đại Tây Dương tại Xưởng hải quân Portsmouth, và được cho xuất biên chế tại đây vào ngày 12 tháng 2, 1947.

#### 1951 - 1955
Sau khi cuộc Chiến tranh Triều Tiên bùng nổ vào tháng 6, 1950, Dace được cho tái biên chế trở lại vào ngày 8 tháng 8, 1951. Nó hoạt động từ căn cứ New London, dọc theo vùng bờ Đông và vùng biển Caribe cho đến khi được đưa về thành phần dự bị tại New London vào ngày 31 tháng 12, 1953. Con tàu tạm thời được cho xuất biên chế tại Xưởng hải quân Portsmouth vào ngày 15 tháng 1, 1954 để được hiện đại hóa, rồi tái biên chế trở lại vào ngày 22 tháng 10, 1954. Sau khi một thủy thủ đoàn của Hải quân Ý được huấn luyện, chiếc tàu ngầm xuất biên chế tại New London vào ngày 31 tháng 1, 1955 và chuyển giao cho chính phủ Ý trong khuôn khổ Chương trình Viện trợ Quân sự.

### Leonardo da Vinci(S 510)
Chiếc tàu ngầm nhập biên chế cùng Hải quân Ý như là chiếc Leonardo da Vinci (S 510), và cùng với chiếc Enrico Tazzoli (S 511) (nguyên là tàu chị em USS Barb) hình thành nên xương sống của lực lượng tàu ngầm Ý trong những năm 1950 và 1960. Khi con tàu được hoàn trả cho Hoa Kỳ, tên của Dace được cho rút khỏi danh sách Đăng bạ Hải quân Hoa Kỳ vào ngày 15 tháng 10, 1972, và con tàu bị bán để tháo dỡ vào ngày 1 tháng 4, 1975.

## Phần thưởng
Dace được tặng thưởng danh hiệu Đơn vị Tuyên dương Hải quân cùng bảy Ngôi sao Chiến trận do thành tích phục vụ trong Thế Chiến II. Nó được ghi công đã đánh chìm sáu tàu Nhật Bản, bao gồm một tàu tuần dương hạng nặng với tổng tải trọng 28.689 tấn.
|  |                                         |  |
|  | Silver star · Bronze star · Bronze star |  |

| Dãi băng Hoạt động Tác chiến  | Dãi băng Hoạt động Tác chiến                                            | Đơn vị Tuyên dương Hải quân                                             | Đơn vị Tuyên dương Hải quân          |
| Huân chương Chiến dịch Hoa Kỳ | Huân chương Chiến dịch Châu Á-Thái Bình Dương với 7 Ngôi sao Chiến trận | Huân chương Chiến dịch Châu Á-Thái Bình Dương với 7 Ngôi sao Chiến trận | Huân chương Chiến thắng Thế Chiến II |